# Mount POW/MIA
Der Mount POW/MIA ist ein Berg in den USA im Bundesstaat Alaska. Der Berg ist all jenen amerikanischen Soldaten gewidmet, die in Kriegen der USA in Gefangenschaft gerieten oder als vermisst gelten.

## Name
Der Name des Mount POW/MIA würde ausgeschrieben „Mount Prisoner Of War/Missing In Action“ lauten. Allerdings sind die Abkürzungen POW und MIA im US-amerikanischen Sprachgebrauch durchaus üblich. Übersetzen lässt sich der Name des Berges mit „Berg Kriegsgefangener/Vermisster“.

## Lage
Der Berg liegt nahe der Ortschaft Palmer und etwa 45 Kilometer von Anchorage entfernt. In direkter Küstennähe gelegen bietet sich vom Berg ein interessantes Panorama. Außerdem liegt im Nordwesten der „Lake Eklutna“ am Fuß des Berges. Im Tal verläuft der Glenn Highway.

## Geschichte
Der Mount POW/MIA erhielt auf Initiative von Vietnam-Veteran John Morrissey im Jahr 1999 seinen Namen. Seit damals weht auf dem Gipfel des Berges die POW/MIA-Flagge, die jedes Jahr am Memorial Day, einem US-amerikanischen Feiertag, erneuert wird.